# И никто другой
«И никто другой» — советский психологический детектив 1967 года, снятый Иосифом Шульманом на киностудии «Беларусьфильм».
Премьера фильма состоялась 15 июля 1968 года.

## Сюжет
Судья Иван Афанасьевич вспоминает странное дело Казанкова, осуждённого за убийство. Казанков добровольно явился в милицию, но не мог вспомнить детали преступления. Под давлением общественности дело передаётся в суд, где выносится обвинительный приговор. Судья, уставший от сомнений, расследует его дальше и узнаёт, что друзья Казанкова совершили убийство, заставив его взять их вину на себя, после чего решает пересмотреть дело.

## Роли исполняют
- Евгений Тетерин — Иван Афанасьевич, судья
- Надежда Федосова — Дарья Васильевна
- Марианна Вертинская — Аня
- Пётр Любешкин — Фёдор, брат Дарьи Васильевны
- Майя Булгакова — Марья Сергеевна Казанкова
- Сергей Гурзо — Юра, её сын
- Людмила Вагнер — Тоська, невеста Юры
- Иван Шатило — Василий Васильевич, адвокат
- Александр Демьяненко — Андрей Николаевич, руководитель лаборатории
- Павел Пекур — работник прокуратуры
- Александр Пархоменко — Виктор Сергеевич, аспирант
- Виктор Шрамченко — прокурор
- Дмитрий Орловский — народный заседатель
- Анатолий Ведёнкин — следователь прокуратуры
- Степан Хацкевич — контролёр в электричке
- Мария Захаревич — подруга Тоси

## Съёмочная группа
- Режиссёр-постановщик: Иосиф Шульман
- Автор сценария: Семён Нагорный
- Оператор: Юрий Сокол
- Художник: Владимир Белоусов
- Композитор: Генрих Вагнер
- Звукорежиссёр: Александр Матвеенко
- Монтаж: Александра Боровская